# Motoscafo Armato Silurante

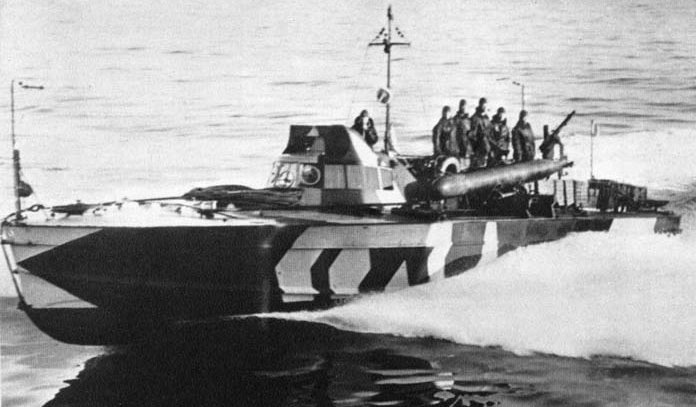
MAS amb esquema de camuflatge utilitzat durant la Segona Guerra Mundial.

Els Motoscafo Armato Silurante o MAS (llanxa armada torpedinera, en italià) eren llanxes torpedineres emprades durant la Primera Guerra Mundial i la Segona Guerra Mundial per la Regia Marina italiana.
Depenent del model, es tractava de llanxes motores d'entre 20 i 30 tones de desplaçament, una tripulació de 10 homes i equipades amb dos torpedes, a més de diverses metralladores i de vegades un canó de petit calibre.
L'acció més destacable durant el primer conflicte mundial va ser l'enfonsament del cuirassat SMS Szent István per un únic MAS, després de llançar els seus dos torpedes. Entre altres accions, durant la Segona Guerra Mundial van danyar al creuer lleuger HMS Capetown (D88).